# Apana
Apāna (en sanskrit IAST ; devanāgarī: अपान) correspond dans la philosophie indienne et plus particulièrement dans le Yoga au souffle d'excrétion qui est l'un des cinq souffles vitaux (prāṇās). Les quatre autres souffles vitaux sont par ordre alphabétique: prāṇa, samāna, udāna et vyāna.